# Primera Divisió (2010/2011)
Rozgrywki Primera Divisió (2010/2011) były szesnastym sezonem tej najwyższej klasy futbolowej w Andorze. Został on rozpoczęty 19 września 2010 roku, a zakończony 20 marca 2011. Ponownie mistrzem został obrońca tytułu z poprzedniego sezonu, drużyna FC Santa Coloma, zdobywając swój piąty tytuł mistrzowski w historii klubu.

## Format rozgrywek
Osiem uczestniczących drużyn, grają mecze każdy z każdym w pierwszej fazie rozgrywek. W ten sposób odbywa się pierwszych 14 meczów. Następnie liga zostaje podzielona na dwie grupy po cztery zespoły. W obydwóch grupach drużyny rozgrywają kolejne mecze – dwukrotnie (mecz i rewanż) z każdą z drużyn ze znajdujących się w jej macierzystej połówce tabeli. W ten sposób każda z drużyn rozgrywa kolejnych sześć meczów a punkty i bramki zdobyte w pierwszej fazie są brane pod uwagę w fazie drugiej. Górna połówka tabeli walczy o mistrzostwo Andory oraz kwalifikacje do rozgrywek europejskich, natomiast dolna połówka broni się przed spadkiem. Do niższej ligi spada bezpośrednio ostatnia drużyna a przedostatnia musi rozgrywać baraż z drugą drużyną z niższej ligi.

## Uczestniczące drużyny
| Uczestnicy poprzedniej edycji                                                                                 | Uczestnicy poprzedniej edycji | Uczestnicy poprzedniej edycji | Uczestnicy poprzedniej edycji |
| --- | ----------------------------- | ----------------------------- | ----------------------------- |
| SFC | FC Santa Coloma               | 1                             |                               |
| SUE | UE Santa Coloma               | 2                             |                               |
| SJU | UE Sant Julià                 | 3                             |                               |
| LUS | FC Lusitanos                  | 4                             |                               |
| PRI | CE Principat                  | 5                             |                               |
| INT | Inter Club d’Escaldes         | 6                             |                               |
| ENC | FC Encamp                     | 7                             |                               |
| Spadek z Primera Divisió                                                                                      |                               |                               |                               |
| ENG | UE Engordany                  | 8                             |                               |
| Awans z Segona Divisió (2009/2010)                                                                            |                               |                               |                               |
| CEB | Casa Estrella del Benfica     | 1                             |                               |
| Oznaczenia: - kolumna pierwsza – skróty nazw drużyn, - kolumna trzecia – miejsce zajęte w poprzednim sezonie. |                               |                               |                               |

Drużyna UE Engordany zajęła ostatnie miejsce w poprzednim sezonie i tym samym została relegowana do niższej ligi. Została ona zastąpiona zwycięską drużyną z Segona Divisió – Casa Estrella del Benfica. Zgodnie z regulaminem drugą relegowaną drużyną mogła być FC Encamp ale wygrała baraż z drużyną z Segona Divisió Extremenya.

## Stadiony
| Drużyna                   | Miasto           | Stadion                           | Pojemność |
| ------------------------- | ---------------- | --------------------------------- | --------- |
| Casa Estrella del Benfica | Aixovall         | Estadi Comunal d'Aixovall         | 1800      |
| CE Principat              | Andorra la Vella | Estadi Comunal d'Andorra la Vella | 850       |
| FC Encamp                 | Encamp           | Estadi Comunal d'Aixovall         | 1800      |
| Lusitanos                 | Andorra la Vella | Estadi Comunal d'Andorra la Vella | 850       |
| FC Santa Coloma           | Santa Coloma     | Estadi Comunal d'Aixovall         | 1800      |
| Inter D'Escaldes          | Escaldes         | Estadi Comunal d'Aixovall         | 1800      |
| UE Sant Julià             | Aixovall         | Estadi Comunal d'Aixovall         | 1800      |
| UE Santa Coloma           | Santa Coloma     | Estadi Comunal d'Aixovall         | 1800      |

## Pierwsza runda

### Tabela
| Lp. | Drużyna                   | M  | Z  | R | P  | Bramki | Bramki | Różn. | Pkt | Uwagi                               |
| --- | ------------------------- | -- | -- | - | -- | ------ | ------ | ----- | --- | ----------------------------------- |
| 1   | UE Sant Julià             | 14 | 10 | 4 | 0  | 39     | 4      | +35   | 34  | Kwalifikacja do grupy mistrzowskiej |
| 2   | FC Santa Coloma           | 14 | 10 | 3 | 1  | 63     | 7      | +56   | 33  | Kwalifikacja do grupy mistrzowskiej |
| 3   | FC Lusitanos              | 14 | 10 | 2 | 2  | 34     | 12     | +22   | 32  | Kwalifikacja do grupy mistrzowskiej |
| 4   | UE Santa Coloma           | 14 | 9  | 0 | 5  | 51     | 16     | +35   | 27  | Kwalifikacja do grupy mistrzowskiej |
| 5   | Inter Club d’Escaldes     | 14 | 4  | 1 | 9  | 17     | 46     | −29   | 13  | Kwalifikacja do grupy spadkowej     |
| 6   | CE Principat              | 14 | 3  | 3 | 8  | 19     | 32     | −13   | 12  | Kwalifikacja do grupy spadkowej     |
| 7   | Casa Estrella del Benfica | 14 | 1  | 2 | 11 | 10     | 67     | −57   | 5   | Kwalifikacja do grupy spadkowej     |
| 8   | FC Encamp                 | 14 | 1  | 1 | 12 | 14     | 63     | −49   | 4   | Kwalifikacja do grupy spadkowej     |

### Wyniki pierwszej rundy
| Gospodarz \ Gość          | CEB  | ENC | INT | LUS | PRI | SFC  | SUE  | SJU |
| Casa Estrella del Benfica |      | 4:1 | 1:7 | 1:3 | 0:0 | 0:10 | 0:10 | 1:3 |
| FC Encamp                 | 1:1  |     | 1:2 | 2:7 | 4:1 | 0:9  | 1:6  | 0:8 |
| Inter Club d’Escaldes     | 2:1  | 2:1 |     | 1:5 | 1:2 | 0:10 | 0:5  | 0:2 |
| FC Lusitanos              | 3:0  | 5:0 | 1:0 |     | 2:0 | 2:1  | 3:2  | 1:1 |
| CE Principat              | 5:0  | 5:1 | 2:2 | 0:2 |     | 2:2  | 0:4  | 0:3 |
| FC Santa Coloma           | 12:1 | 6:0 | 3:0 | 3:0 | 3:0 |      | 2:1  | 0:0 |
| UE Santa Coloma           | 4:0  | 4:2 | 8:0 | 1:0 | 4:1 | 1:2  |      | 1:3 |
| UE Sant Julià             | 6:0  | 3:0 | 4:0 | 0:0 | 4:1 | 0:0  | 2:0  |     |

Aktualne na 16 stycznia 2011. Źródło: 
Objaśnienia:
1Drużyna gospodarzy jest wymieniona po lewej stronie tabeli.
Kolory: zielony – zwycięstwo gospodarzy, żółty – remis, różowy – zwycięstwo gości.

## Druga runda

### Tabela ligowa po dwóch rundach

#### Grupa mistrzowska
| Lp. | Drużyna             | M  | Z  | R | P  | Bramki | Bramki | Różn. | Pkt | Uwagi                                       |
| --- | ------------------- | -- | -- | - | -- | ------ | ------ | ----- | --- | ------------------------------------------- |
| 1   | FC Santa Coloma (M) | 20 | 14 | 5 | 1  | 71     | 11     | +60   | 47  | Liga Mistrzów UEFA • I runda kwalifikacyjna |
| 2   | UE Sant Julià       | 20 | 12 | 7 | 1  | 47     | 9      | +38   | 43  | Liga Europy UEFA • II runda kwalifikacyjna1 |
| 3   | FC Lusitanos        | 20 | 11 | 5 | 4  | 43     | 20     | +23   | 38  | Liga Europy UEFA • I runda kwalifikacyjna   |
| 4   | UE Santa Coloma     | 20 | 10 | 0 | 10 | 54     | 27     | +27   | 30  | Liga Europy UEFA • I runda kwalifikacyjna   |

#### Grupa spadkowa
| Lp. | Drużyna                       | M  | Z | R | P  | Bramki | Bramki | Różn. | Pkt | Uwagi                                    |
| --- | ----------------------------- | -- | - | - | -- | ------ | ------ | ----- | --- | ---------------------------------------- |
| 5   | CE Principat                  | 20 | 8 | 4 | 8  | 49     | 34     | +15   | 28  |                                          |
| 6   | Inter Club d’Escaldes         | 20 | 6 | 3 | 11 | 28     | 54     | −26   | 21  |                                          |
| 7   | FC Encamp (S)                 | 20 | 4 | 1 | 15 | 24     | 79     | −55   | 13  | Kwalifikacja do baraży o Primera Divisió |
| 8   | Casa Estrella del Benfica (S) | 20 | 1 | 3 | 16 | 15     | 97     | −82   | 6   | Spadek do Segona Divisió                 |

### Wyniki drugiej rundy
| Gospodarz \ Gość | LUS | SFC | SUE | SJU |
| FC Lusitanos     |     | 1:1 | 3:0 | 1:1 |
| FC Santa Coloma  | 3:2 |     | 1:0 | 1:0 |
| UE Santa Coloma  | 2:1 | 0:1 |     | 0:2 |
| UE Sant Julià    | 1:1 | 1:1 | 3:1 |     |

| Gospodarz \ Gość          | CEB | ENC | INT | PRI  |
| Casa Estrella del Benfica |     | 2:3 | 0:5 | 0:13 |
| FC Encamp                 | 4:1 |     | 1:3 | 0:1  |
| Inter Club d’Escaldes     | 1:1 | 1:2 |     | 0:0  |
| CE Principat              | 4:1 | 8:0 | 4:1 |      |

## Baraże o Primera Divisió
Przedostatnia drużyna z ligi FC Encamp uczestniczyła w barażach przeciwko trzeciej drużynie Segona Divisió UE Engordany (mistrz rozgrywek niższej ligi, druga drużyna klubu Lusitanos B nie jest uprawniona do gry w najwyższej klasie rozgrywkowej. Drużyna Engordany wygrała mecze barażowe w stosunku 5:1 i dzięki temu awansowała do rozgrywek w Primera Divisió w kolejnym sezonie, podczas gdy Encamp zagra w Segonda Divisió.
| 17 kwietnia 2011 18:00 CEST | FC Encamp · Raventós 7' · Flores 63' | 1:31:2 | UE Engordany · 14' (k.) Rodríguez · 36' Mengual · 46' De Costa | Estadi Comunal d'Aixovall, Aixovall |
|                             |                                      |        |                                                                |                                     |

| 1 maja 2011 18:00 CEST | UE Engordany · Rodríguez 43' · Agharbi 90+1' · Ferré 90+2' | 2:01:0 | FC Encamp · 38', 90+2' Medeiros | Centre Esportiu d'Alàs, Alàs |
|                        |                                                            |        |                                 |                              |